# Liste des navires de l'United States Navy : N-O
Cet article contient la liste de tous les bateaux de la Marine des États-Unis dont le nom commence par les lettres N à O.

## N
- USS N-1 (SS-53)
- USS N-2 (SS-54)
- USS N-3 (SS-55)
- USS N-4 (SS-56)
- USS N-5 (SS-57)
- USS N-6 (SS-58)
- USS N-7 (SS-59)

### Na
- USS Nabigwon (YTB-521/YTM-521)
- USS Nacheninga (YTB-520/YTM-520)
- USS Nadli (YTB-534/YTM-534)
- USS Nahant (1862, SP-1250, YN-102/AN-83)
- USS Nahasho (YTB-535/YTM-535)
- USS Nahma (YFB-1, SP-771)
- USS Nahoke (YTB-536/YTM-536)
- USS Nahunta (1872)
- USS Naiad (1863)
- USS Naifeh (DE-352)
- USS Naiwa (SP-3512)
- USS Najelda (SP-277)
- USS Nakarna (YTB-393/YTM-393)
- USS Namakagon (AOG-53)
- USS Namequa (YT-331/YTB-331)
- USS Namontack (YN-46/YNT-14/YTB-738)
- USS Nanigo (YTB-537/YTM-537)
- USS Nansemond (1862, 1896)
- USS Nansemond County (LST-1064)
- USS Nanshan (AG-3)
- USS Nantahala (ID-3519, AO-60)
- USS Nantasket (1867)
- USS Nanticoke (AOG-66, YTB-803)
- USS Nantucket (1862, 1907, PG-23/IX-18, SP-1153)
- USS Naos (AK-105)
- USS Napa (1862, AT-32, APA-157/LPA-157)
- USS Narada (SP-161)
- USS Narcissus (1863, WAGL-238)
- USS Narkeeta (1891, YT-3, YT-133/YTM-133)
- USS Narragansett (1859, SP-2196, SP-1163/YFB-1163, AT-88/ATF-88, T-ATF-167)
- USS Narraguagas (AOG-32)
- USS Narwhal (SS-17, SS-167, SSN-671)
- USS Nashawena (AG-142/YAG-35)
- USS Nashel (YTB-538)
- USS Nashira (AK-85)
- USS Nashua (YTB-774)
- USS Nashville (PG-7, CL-43, LPD-13)
- USS Nasomsee (YT-260/YTB-260)
- USS Nassau (AVG-16/ACV-16/CVE-16/CVHE-16, LHA-4)
- USS Nassuk Bay (ACV-67/CVE-67)
- USS Natahki (YTB-398/YTM-398)
- USS Natalia (SP-1251)
- USS Natalie Mae (SP-1005)
- USS Natchaug (AOG-54)
- USS Natchez (1827, PG-85, PG-102/PF-2)
- USS Natchitoches (YTB-799)
- USS Nathan Hale (SSBN-623)
- USS Nathanael Greene (SSBN-636)
- USS Nathaniel Taylor (1863)
- USS Natick (SP-570, YTB-760)
- USS National Guard (1857)
- USS Natoma (SP-666)
- USS Natoma Bay (AVG-62/ACV-62/CVE-62/CVU-62)
- USS Natoya (SP-396)
- USS Natrona (APA-214)
- USS Naubuc (1864, YN-109/AN-84/YRST-4)
- USS Naugatuck (1862, WYT-92, YTM-753)
- USS Naumkeag (1863)
- USS Nauset (AT-89/ATF-189)
- USS Nausett (1865, YT-35, IX-190, ACM-15/MMA-15)
- USS Naushon (SP-517)
- USS Nautilus (1799, 1847, SS-29, SS-168, SSN-571)
- USS Nautilus II (SP-559)
- USS Navajo (AT-52/IX-56, AT-64, ATA-211, T-ATF-169)
- USS Navajo III (SP-298)
- USS Navarro (APA-215/LPA-215)
- USS Navasota (AO-106/T-AO-106)
- USCGC Navesink (WYT-88)
- USS Navigator (SP-2225/YT-39/YTB-39, ATA-203)
- USS Navy Yard (YFB-8)
- USS Nawat (YN-55/YNT-23)
- USS Nawona (YT-261/YTB-261)

### Ne
- USS Neal A. Scott (DE-769)
- USS Nebraska (1869, BB-14, SSBN-739)
- USS Neches (AO-5, AO-47, T-AO-183/T-AOT-183)
- USS Nedeva II (SP-64)
- USS Needle (SP-649)
- USS Needlefish (SS-379, SS-493)
- USS Negwagon (YT-188/YTB-188/YTM-188, YTB-834)
- USS Nehenta Bay (CVE-74/CVU-74/AKV-24)
- Neil Armstrong (Neil Armstrong)
- USS Nelansu (SP-610)
- USS Nellie (1876)
- USS Nellie Jackson (SP-1459)
- USS Nelson (DD-623)
- USCGC Nemaha (WSC-148)
- USS Nemasket (AOG-10)
- USS Nemes (SP-424)
- USS Nemesis (1869, SP-343, WPC-111)
- USS Neodesha (YTB-815)
- USS Neoga (YT-263/YTB-263/YTM-263)
- USS Neokautah (YT-284/YTB-284)
- USS Neomonni (YT-349)
- USS Neosho (1863, AO-23, AO-48, AO-143/T-AO-143)
- USS Nepanet (YT-189/YTB-189/YTM-189)
- USS Nepenthe (SP-112)
- USS Neponset (ID-3581)
- USS Neptune (1863, 1869, AC-8, ARC-2/T-ARC-2)
- USS Nereus (1863, AC-10, AS-17)
- USS Nerita (SP-3028)
- USS Nerka (SS-380)
- USS Nero (AC-17)
- USS Neshaminy (1865)
- USS Neshanic (AO-71)
- USS Neshoba (APA-216)
- USS Nespelen (AOG-55)
- USS Nestor (ARB-6)
- USS Nesutan (YT-338/YTB-338)
- USS Neswage (YN-49/YNT-17)
- USS Nettie (SP-1436)
- USS Nettle (1814, 1862)
- USS Neuendorf (DE-200)
- USS Neunzer (DE-150)
- USS Nevada (BM-8, BB-36, SSBN-733)
- USS Neville (AP-16/APA-9)
- USS New (DD-818)
- USS New Bedford (PG-179/PF-71, T-AKL-17/IX-308)
- USS New Berne (1862)
- USS New England (1861, ID-1222, AS-28/AD-32)
- USS New Era (1862)
- USS New Hampshire (1864, BB-25, BB-70, SSN-778)
- USS New Hanover (AKA-73)
- USS New Haven (1776, CL-76, CL-109, CLK-2)
- USS New Ironsides (1862)
- USS New Jersey (BB-16, BB-62)
- USS New Kent (APA-217)
- USS New London (1859)
- USS New London County (LST-1066/T-LST-1066)
- USS New Mexico (BB-40, SSN-779)
- USS New National (1862)
- USS New Orleans (1815, PG-34/CL-22, CL-32/CA-32, LPH-11, LPD-18)
- USS New Uncle Sam (1862)
- USS New York (1776, 1800, 1820, 1869, ACR-2, BB-34, LPD-21)
- USS New York City (SSN-696)
- USS Newark (C-1, SP-266, CL-88, CL-100, CL-108)
- USS Newberry (APA-158)
- USS Newburgh (ID-1369)
- USS Newcastle Victory (AK-233)
- USS Newcomb (DD-586)
- USS Newell (DE-322/WDE-422/DER-322)
- USS Newman (DE-205/APD-59)
- USS Newman K. Perry (DD-883/DDR-883)
- USS Newport (PG-12/IX-19, PG-135/PF-27, LST-1179)
- USS Newport News (AK-3, CA-148, SSN-750)
- USS Newton (1901, ID-4306)
- USS Nezinscot (1898)

### Ni
- USS Niagara (1813, 1855, 1898, SP-246, SP-263, SP-136/PY-9, CMc-2/PG-52/AGP-1, APA-87)
- USS Niagara Falls (AFS-3/T-AFS-3)
- USS Niantic (AVG-46/ACV-46/CVE-46, YTB-781)
- USS Niantic Victory (AGM-6)
- USS Niblack (DD-424)
- USS Nicholas (DD-311, DD-449/DDE-449, FFG-47)
- USS Nicholson (TB-29, DD-52, DD-442, DD-982)
- USS Nicollet (AK-199/AG-93/AVS-6)
- USS Nields (DD-616)
- USS Nightingale (1851, SP-523, AMc-18, AMc-149/IX-177, AMS-50/MSC(O)-50)
- USS Nihoa (YFB-17)
- USS Niji (SP-33)
- USCGC Nike (WPC-112)
- USS Nimble (AM-266, AM-459/MSO-459)
- USS Nimitz (CVN-68)
- USS Nina (1865)
- USS Niobe (1869)
- USS Niobrara (AO-72)
- USS Niphon (1863)
- USS Nipmuc (AT-157/ATF-157)
- USS Nipsic (1863)
- USS Nirvana (SP-706)
- USS Nirvana II (SP-204)
- USS Nita (1856)
- USS Nitro (AE-2, AE-23)
- USS Nitze (DDG-94)

### No
- USS Noa (DD-343/APD-24, DD-841)
- USS Noble (1861, APA-218)
- MV Noble Star (AK-9653)
- USS Nodaway (AOG-67, T-AOG-78)
- USS Nogales (YTB-777)
- USS Noka (YN-54/YNT-22)
- USS Nokomis (SP-609/PY-6, YT-142/YTB-142/YTM-742)
- USS Noma (SP-131)
- USS Nomad (SP-1046)
- USS Nonata (1846)
- USS Nonpareil (SP-370/YT-40)
- USS Nonsuch (1813)
- USS Noord Brabant (1918)
- USS Nootka (YTB-508/YTM-771)
- USS Nopatin (SP-2195)
- USS Norfolk (1798, CA-137, DL-1, SSN-714)
- USS Norfolk Packet (1862)
- USS Norlina (ID-1597)
- USS Norma (AK-86)
- USS Norman Scott (DD-690)
- USS Normandy (CG-60)
- USS Normannia (SP-756)
- USS Norris (DD-859/DDE-859)
- USS North (YFB-46)
- USS North Carolina (1820, ACR-12, BB-52, BB-55, SSN-777)
- USS North Dakota (BB-29, SSN-784)
- USS North Pole (SP-3791)
- USCGC North Star (WPG-59)
- USS Northampton (SP-670, CL-26/CA-26, CA-125/CLC-1/CC-1)
- USNS Northern Light (T-AK-284)
- USS Northern Pacific (1917)
- USCGC Northland (WPG-49)
- USS Northwind (AGB-5)
- USS Norton Sound (AV-11/AVM-1)
- USNS Norwalk (T-AK-279)
- USS Norwich (1812, 1861)
- USS Notable (AM-267, AM-460/MSO-460)
- USS Nottoway (YT-18, ATA-183)
- USS Nourmahal (PG-72)
- USS Noxubee (AOG-56)

### Nr–Ny
- USS NR-1 (USS NR-1 (2))
- USS Nucleus (AM-268/MSF-268)
- USS Nueces (APB-40/IX-503)
- USS Numa (YTB-399/YTM-399)
- USS Numitor (ARL-17)
- USS Nuthatch (AM-60/MSF-60)
- USS Nutmeg (YN-28/AN-33)
- USS Nyack (1863, YT-19)
- USS Nyanza (1863)
- USS Nye County (LST-1067/T-LST-1067)
- USS Nymph (1863)

## O
- USS O'Bannon (DD-177, DD-450/DDE-450, DD-987)
- USS O'Brien (TB-30, DD-51, DD-415, DD-725, DD-975)
- USS O'Callahan (DE-1051/FF-1051)
- USS O'Flaherty (DE-340)
- USS O'Hare (DD-889/DDR-889)
- USS O'Kane (DDG-77)
- USS O'Neill (DE-188)
- USS O'Reilly (DE-330)
- USS O'Toole (DE-274, DE-527)
- USS O-1 (SS-62)
- USS O-2 (SS-63)
- USS O-3 (SS-64)
- USS O-4 (SS-65)
- USS O-5 (SS-66)
- USS O-6 (SS-67)
- USS O-7 (SS-68)
- USS O-8 (SS-69)
- USS O-9 (SS-70)
- USS O-10 (SS-71)
- USS O-11 (SS-72)
- USS O-12 (SS-73)
- USS O-13 (SS-74)
- USS O-14 (SS-75)
- USS O-15 (SS-76)
- USS O-16 (SS-77)
- USS O. H. Lee (1861)
- USS O. M. Pettit (1857)

### Oa–Og
- USS Oahu (PG-46/PR-6, ARG-5)
- USS Oak Hill (APM-7/LSD-7, LSD-51)
- USS Oak Ridge (ARDM-1)
- USS Oakland (1918, CL-95/CLAA-95)
- USS Oberlin (PC-560)
- USS Oberon (AK-56/AKA-14/T-AKA-14/LKA-14)
- USS Oberrender (DE-344)
- USS Obispo (SS-382)
- USS Observation Island (E-AG-154/T-AGM-23)
- USS Observer (AMc-91, AM-461/MSO-461)
- USS Obstructor (ACM-7)
- USS Ocala (YTB-805)
- USS Oceanographer (OSS-26/AGS-3)
- USS Oceanside (LSM-175)
- USS Oceanus (ARB-2)
- USS Ocelot (IX-110)
- USS Ochlockonee (AOG-33)
- USS Ocklawaha (AO-84/T-AO-84)
- USS Ocmulgee (YTB-532)
- USS Ocoee (SP-1208)
- USS Oconee (AT-31, AOG-34)
- USS Oconostota (YT-375/YTB-375/YTM-375)
- USS Oconto (APA-187)
- USS Octans (AF-26)
- USS Octavia (AF-46)
- USS Octopus (SS-9)
- USS Octorara (1861, IX-139)
- USS Odax (SS-484)
- USS Odum (DE-670/APD-71)
- USS Ogden (PG-147/PF-39, LPD-5)
- USS Ogeechee (AOG-35)
- USS Oglala (CM-4/ARG-1)
- USS Oglethorpe (AKA-100)

### Oh–On
- USS Ohio (1812, 1820, BB-12, BB-68, SSBN-726/SSGN-726)
- USS Ohioan (1914)
- USS Ojanco (SS-381)
- USS Ojen (SP-957)
- USS Okala (ARS(T)-2)
- USS Okaloosa (APA-219)
- USS Okanogan (APA-220/LPA-220)
- USS Okinawa (CVE-127, LPH-3)
- USS Okisko (YN-42/YNT-10/YTL-735)
- USS Oklahoma (BB-37)
- USS Oklahoma City (CL-91/CLG-5/CG-5, SSN-723)
- USS Okmulgee (YTB-765)
- USS Olathe (YTM-273)
- USS Old Colony (SP-1254)
- USS Old Columbia (CA-16)
- USS Old Constitution (1797)
- USS Old Dominion (ID-3025)
- USS Oldendorf (DD-972)
- USS Oleander (1863, WAGL-264)
- USS Oliver H. Lee (1861)
- USS Oliver Hazard Perry (PFG-109/FFG-7)
- USS Oliver Mitchell (DE-417)
- USS Oliver Wolcott (1832)
- USS Olivin (PYc-22)
- USS Olmstead (APA-188/LPA-188)
- USS Olney (PC-1172)
- USS Olympia (C-6/CL-15/CA-15/IX-40, SSN-717)
- USS Olympic (SP-260)
- USS Omaha (1869, CL-4, SSN-692, LCS-12)
- USS Ommaney Bay (CVE-79)
- USCGC Onandago (1925)
- USS Ondina (1899)
- USS Oneida (1809, 1861, 1898, SP-765, APA-221)
- USS Oneka (YN-35/YNT-3/YTM-729)
- USS Oneonta (SP-1138)
- USS Oneota (1864, YN-110/AN-85)
- USS Oneyana (YT-262/YTB-262/YTM-262)
- USS Onkahye (1843)
- USS Ono (SP-128, SS-357)
- USS Onockatin (YT-277/YTB-277)
- USS Onondaga (1863, 1917, WPG-79)
- USS Onset (SP-1224)
- USS Onslow (AVP-48)
- USS Ontario (1812, 1813, AC-2, AT-13/ATO-13)
- USS Ontonagon (AOG-36/T-AOG-36)
- USS Onward (1852, SP-311)
- USS Onward II (SP-728)
- USS Onwego (PYc-48)
- USS Onyx (PYc-5)

### Oo–Os
- USS Oosterdijk (ID-2586)
- USS Opal (PYc-8)
- USS Opelika (YTB-798)
- USS Ophir (1904)
- USS Opponent (AM-269/MSF-269)
- USS Opportune (ARS-41)
- USS Ora (SP-75)
- USS Oracle (AM-103/MSF-103)
- USS Orange (PG-151/PF-43)
- USS Orange County (LST-1068)
- USS Oratamin (YT-347/YTB-347/YTM-347)
- USS Orca (SS-34, SP-726, SS-381, AVP-49)
- USCGC Orchid (WAGL-240)
- USS Ordronaux (en) (DD-617)
- USS Oregon (1841, 1869, BB-3/IX-22)
- USS Oregon City (CA-122, CG-13)
- USS Oregonian (ID-1323)
- USS Orestes (AGP-10)
- USS Oriole (1864, 1895, 1904, AMCU-33/MHC-33, AM-7/AT-136/ATO-136, MHC-55)
- USS Orion (1869, AC-11, AS-18)
- USS Oriskany (CV-18, CV-34/CVA-34)
- USS Orizaba (ID-1536/AP-24)
- USS Orlando (PG-207/PF-99)
- USS Orleans Parish (LST-1069/MCS-6/T-LST-1069)
- USS Orleck (DD-886)
- USS Ormsby (AP-94/APA-49)
- USS Orono (YT-190/YTB-190/YTM-190)
- USS Ortolan (AM-45/ASR-5, AMCU-34/MHC-34, ASR-22)
- USS Orvetta (1861, IX-157)
- USS Osage (1863, AN-3/AP-108/LSV-3/MCS-3)
- USS Osamekin (YT-191/YTB-191)
- USS Osberg (DE-538)
- USS Osborne (DD-295)
- USS Oscar Austin (DDG-79)
- USS Osceola (1863, 1869, AT-47, YT-129/YTB-129/YTM-129)
- USS Oshkosh (YTB-757)
- USS Oskaloosa (1918)
- USS Oskawa (1919)
- USS Osmond Ingram (DD-255/AVD-9/APD-35)
- USS Osmus (DE-701)
- USS Osprey (AM-29, AM-56, AM-406, MHC-51, AMS-28/MSC(O)-28)
- USS Osprey II (SP-928)
- USS Ossahinta (YT-278/YTB-278)
- USS Ossipee (1861, WPG-50)
- USS Ostara (AKA-33)
- USS Osterhaus (DE-164)
- USS Ostfriesland (1909)
- USS Ostrich (SP-1249, AMc-51, AMS-29/MSC(O)-29)
- USS Oswald (DE-71, DE-767)
- USS Oswald A. Powers (DE-542)
- USS Oswegatchie (YTB-515/YTM-778)

### Ot–Oz
- USS Otis W. Douglas (SP-313)
- USS Otokomi (YTB-400/YTM-400)
- USS Otsego (1840, 1864, 1869, 1919)
- USS Ottawa (1861, AKA-101)
- USS Otter (YFB-663, DE-210)
- USS Otterstetter (DE-244/DER-244)
- USS Ottumwa (YTB-761)
- USS Otus (AS-20/ARG-20)
- USS Ouachita (1863)
- USS Ouachita County (LST-1071)
- USS Ouellet (DE-1077/FF-1077)
- USS Outagamie County (LST-1073)
- USS Outpost (YAGR-10/AGR-10)
- USS Overseer (AM-321/MSF-321)
- USS Overton (DD-239/APD-23)
- USS Overton County (LST-1074)
- USS Owachomo (YTB-401/YTM-401)
- USS Owaissa (SP-659)
- USS Owasco (1861)
- USS Owatonna (YTM-756)
- USS Owen (DD-536)
- USS Owera (SP-167)
- USS Owl (AM-2/AT-137/ATO-137, AMCU-35/MHC-35)
- USS Owyhee River (LSM(R)-515/LFR-515)
- USS Oxford (APA-189, AG-159/AGTR-1)
- USS Oyster Bay (AVP-28/AGP-6)
- USS Ozama (1916)
- USS Ozark (1863, BM-7, CM-7/AP-107/LSV-2/MCS-2)
- USS Ozaukee (ID-3439)
- USS Ozbourn (DD-846)
- USS Ozette (ID-3985, YTB-541)